# سمیره توفیق
سمیره توفیق (عربی: سميرة غسطين كريمونة؛ زادهٔ ۲۵ سپتامبر ۱۹۳۵) خواننده، بازیگر و موسیقی‌دان ارمنی‌تبار لبناني ‌‌ای است. او همچنین در فیلم‌های عربی زیادی بازی‌کرده‌است.

## زندگینامه
سمیره توفیق در روستایی در استان سویدا لبنان زاده شد. از کودکی به موسیقی سنتی عربی علاقه داشت و طرفدار فرید الاطرش بود. او در کودکی گاهی از درخت بالا می‌رفت و بلند آواز سر می‌داد.